# Longformacus House

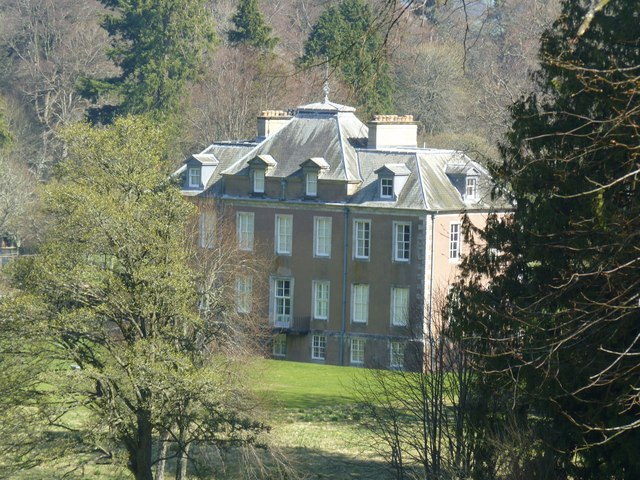
Longformacus House

Longformacus House ist ein Herrenhaus nahe der schottischen Ortschaft Longformacus in der Council Area Scottish Borders. 1971 wurde das Bauwerk in die schottischen Denkmallisten in der höchsten Denkmalkategorie A aufgenommen. Der zugehörige Taubenturm ist ebenfalls als Einzeldenkmal der Kategorie A klassifiziert.

## Geschichte
Robert Sinclair, 3. Baronet ließ Longformacus House im frühen 18. Jahrhundert erbauen. Eine Plakette zeigt die Inschrift „Adam delin“ des schottischen Architekten William Adam, der das Gebäude auch in seinem Werk Vitruvius Scoticus darstellte. Für selbst entworfene Bauwerke nutzte Adam gewöhnlich jedoch die Formulierungen „Adam inv“, „Adam architectus“ oder „Adam inv: et delin“, weshalb davon ausgegangen wird, dass Adam nur die Entwürfe eines anderen Architekten, möglicherweise überarbeitet, ausführte. Anhand architektonischer Details wird James Smith als möglicher Architekt genannt. Erhärtende Belege existieren jedoch nicht. Augenscheinlich sind Parallelen zu Smiths Entwürfen von Strathleven House, Melville House und Newhailes House. Im späten 18. oder frühen 19. Jahrhundert wurden Ergänzungen hinzugefügt. In den 1970er Jahren wurde ein später ergänzter viktorianischer Flügel abgebrochen.

## Beschreibung
Das klassizistische Herrenhaus steht isoliert auf einem weitläufigen Anwesen am rechten Ufer des Dye Water am Fuße der Ostflanke der Lammermuir Hills am Ostrand von Longformacus. Mit Ausnahme des an der ostexponierten Frontseite heraustretenden Mittelrisalits sind die Fassaden großteils mit Harl verputzt. Abgesetzt sind Faschen und Ecksteine aus Sandstein. Der mittig an der sieben Achsen weiten Ostfassade eingerichtete Eingangsbereich ist mit Portikus mit vier toskanischen Säulen und schlichtem Fries gestaltet. Der drei Achsen weite Risalit schließt mit einem Dreiecksgiebel mit ornamentiert eingefasstem Oculus im Tympanon. Schmale Fenster und Pilaster flankieren das zurückversetzte Eingangsportal mit rechteckigem Kämpferfenster. Aus dem schiefergedeckten Walmdach treten Dachgauben heraus.

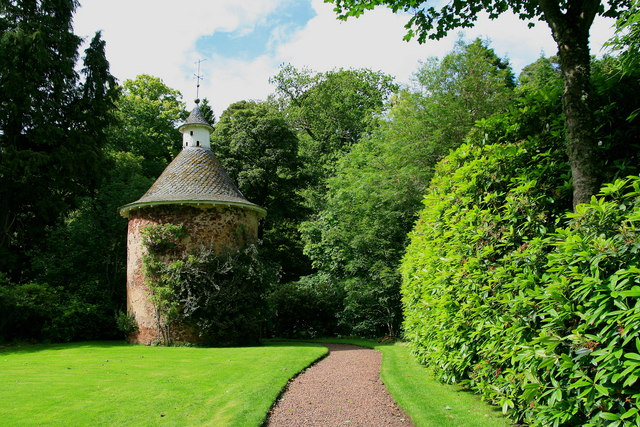
Taubenturm von Longformacus House

## Taubenturm
Der nördlich von Longformacus House gelegene Taubenturm stammt aus dem frühen bis mittleren 18. Jahrhundert. Der Rundturm mit einer Traufhöhe von rund fünf Metern weist einen ebensogroßen Durchmesser auf. Das Mauerwerk aus Bruchstein vom Sandstein ist weitgehend mit Harl verputzt. Das abschließende Kegeldach ist mit grauem Schiefer eingedeckt. Es sitzt eine hölzerne Laterne mit verschiedenen rundbögigen Einfluglöchern für Tauben auf. Sie schließt mit Kugel und eiserner Wetterfahne. Eine Holztüre an der Nordseite führt ins Innere. Dort sind 490 Nistkästen angeordnet.